# Аудеркерк-ан-де-Амстел
Аудеркерк-ан-де-Амстел (нід. Ouderkerk aan de Amstel, нід. вимова: [ˌʌudərkɛr(ə)k aːn də ˈʔɑmstəl]) — місто в нідерландській провінції Північна Голландія. Входить до муніципалітету Аудер-Амстел.
Його площа становить 2,21 км², а населення станом на 2021 рік складало 8 185 осіб.
Перша згадка про населений пункт датується 1308 роком.

## Галерея

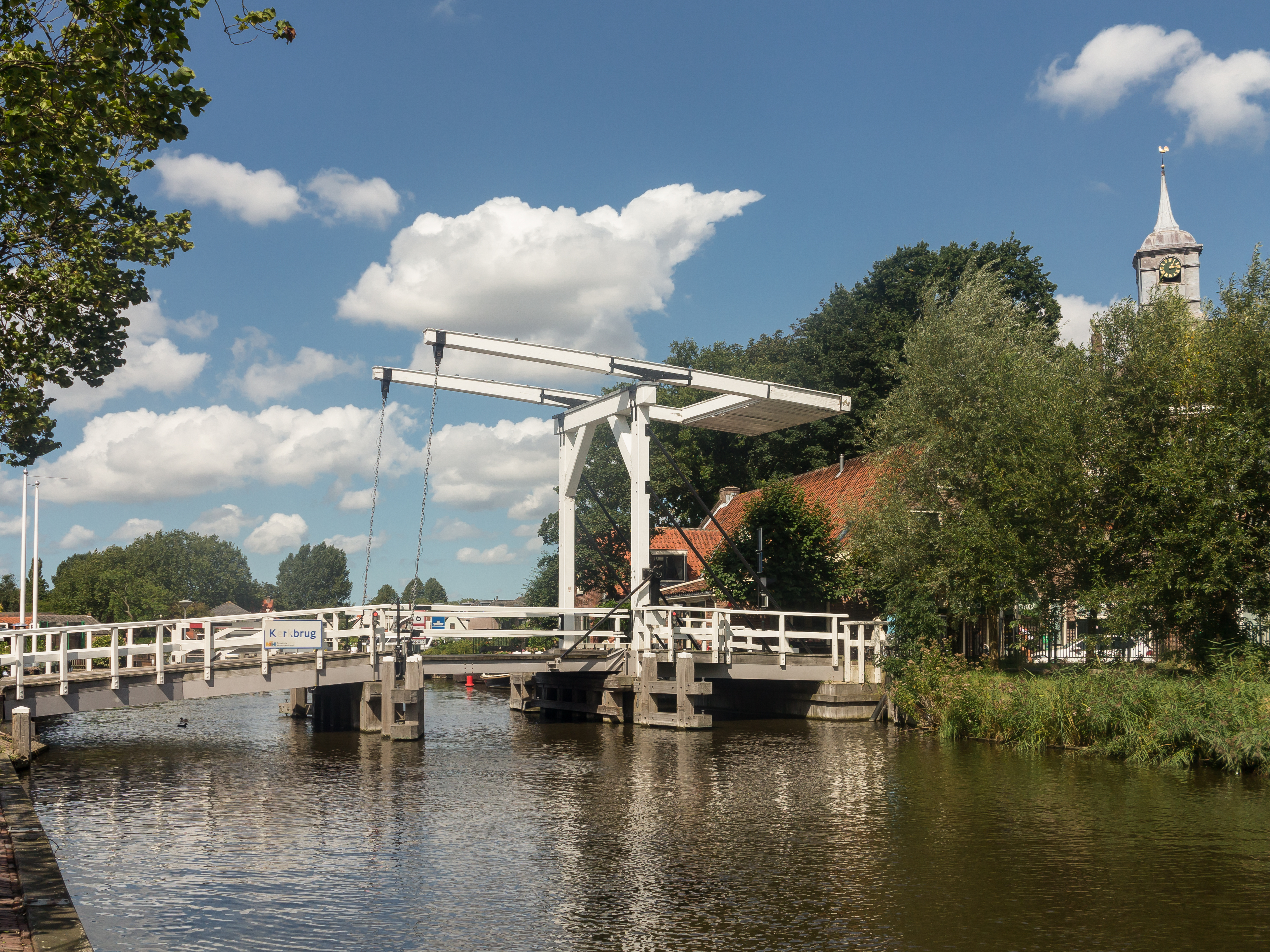
Розвідний міст
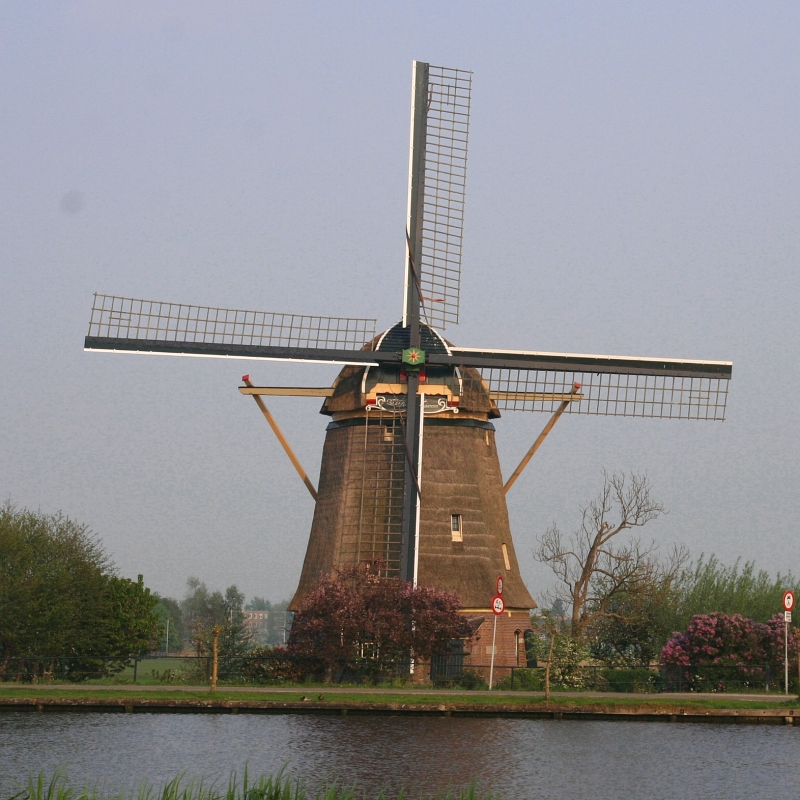
Вітряк De Zwaan
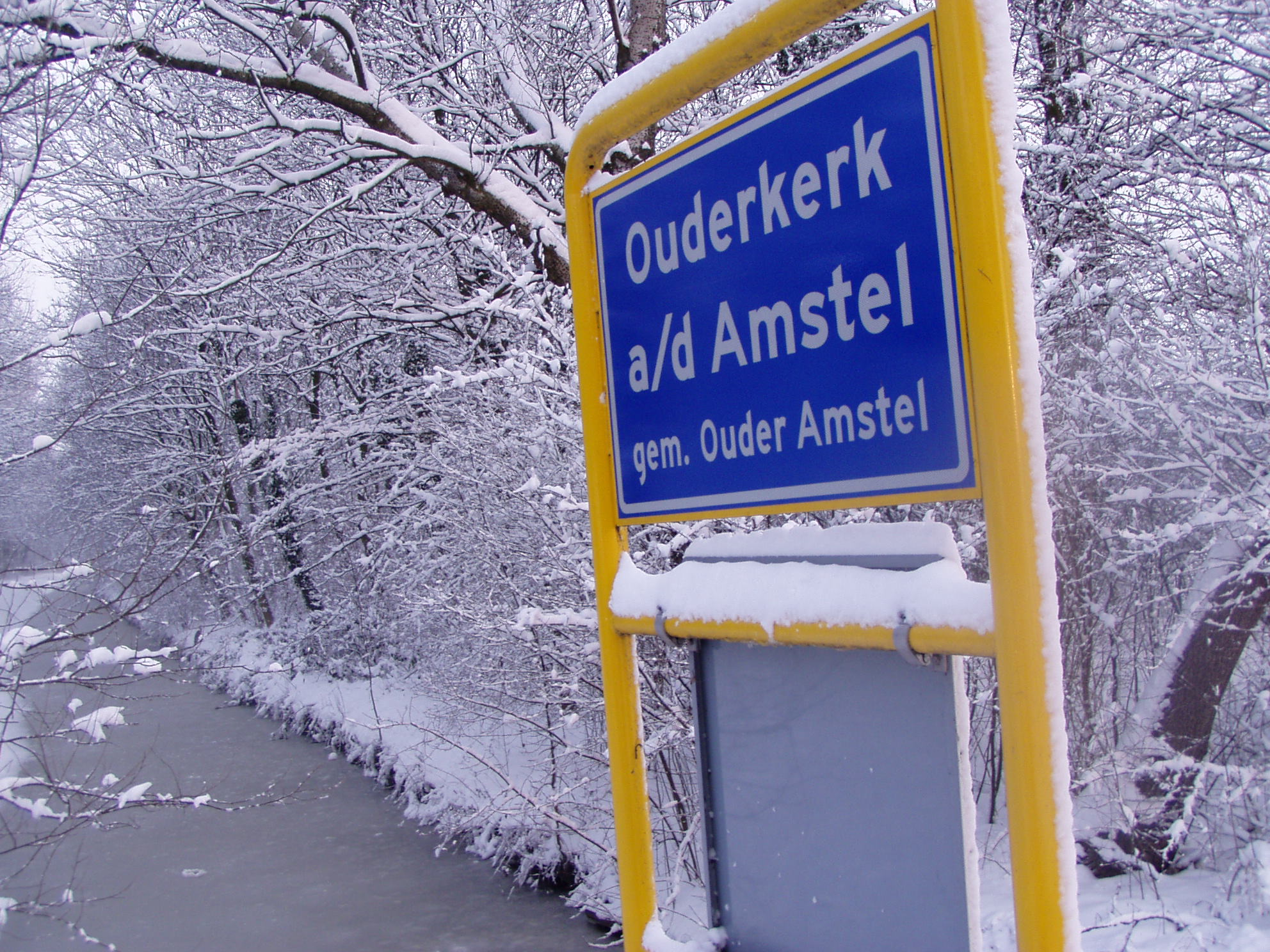
В'їзд до міста
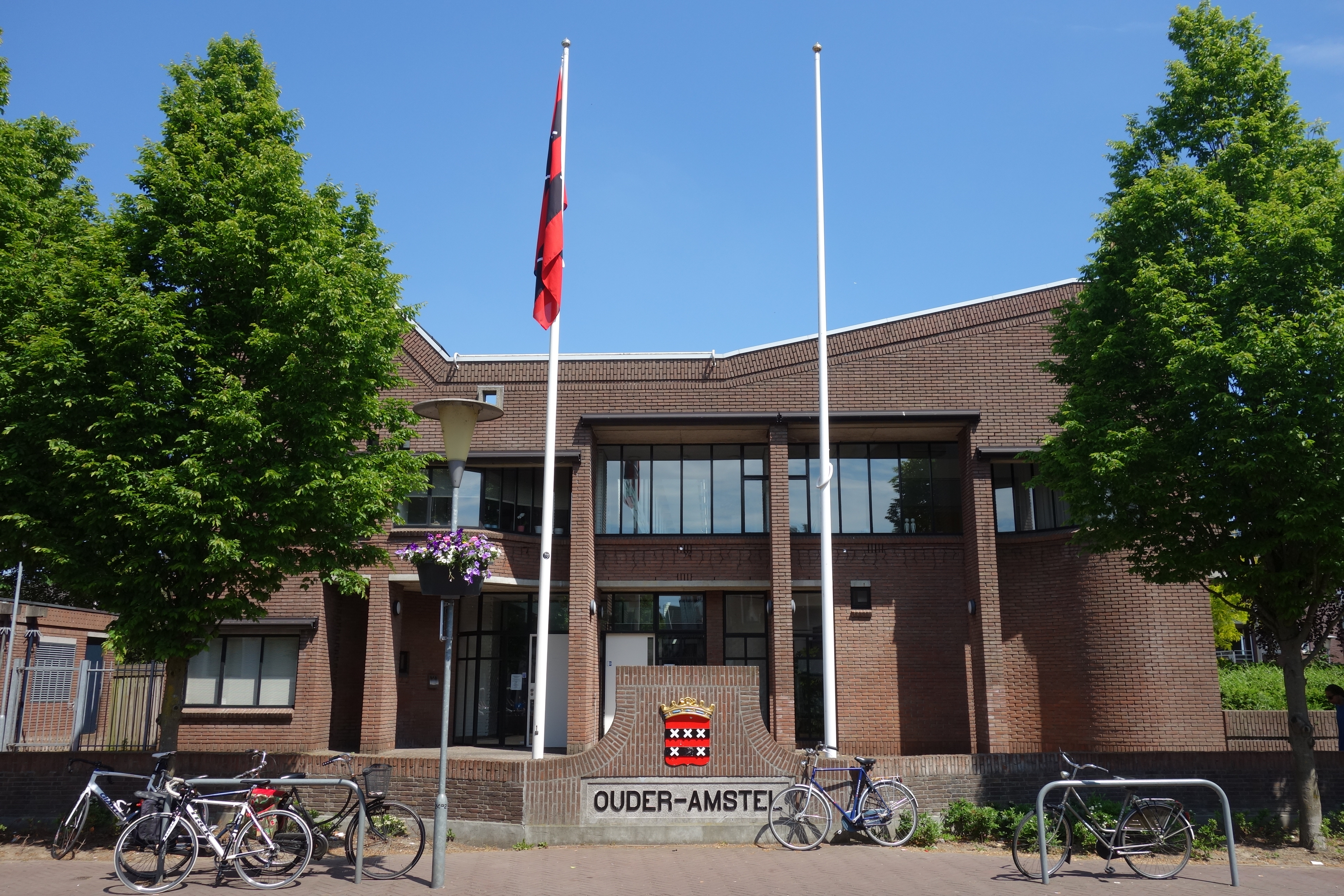
Будівля мерії